# 3346 Gerla
3346 Gerla је астероид главног астероидног појаса. Приближан пречник астероида је 34,19 ,
а средња удаљеност астероида од Сунца износи 3,185 астрономских јединица (АЈ).
Инклинација (нагиб) орбите у односу на раван еклиптике је 21,495 степени, а орбитални период износи 2076,990 дана (5,686 година). Ексцентрицитет орбите астероида износи 0,045.
Апсолутна магнитуда астероида износи 11,10 а геометријски албедо 0,054.
Астероид је откривен 27. септембра 1952. године.